# Asparagus duchesnei
Asparagus duchesnei là một loài thực vật có hoa trong họ Măng tây. Loài này được L.Linden mô tả khoa học đầu tiên năm 1901.